# Motori Mitsubishi Orion
I motori Orion, anche noti come motori della serie 4G1, sono una famiglia di motori a scoppio prodotti a partire dal 1978 dalla casa automobilistica giapponese Mitsubishi.

## Caratteristiche e profilo
Si tratta di una famiglia di motori di cilindrata media e medio-bassa, e precisamente tra gli 1.2 e gli 1.6 litri, che nel corso degli anni ha conosciuto evoluzioni numerose e spesso assai significative, anche se non sempre hanno avuto un seguito, ma che hanno testimoniato già allora gli sforzi da parte della Casa giapponese di indirizzare la produzione verso motori "puliti" con la minor quantità possibile di emissioni inquinanti. 

La famiglia di motori Orion è assai longeva, poiché è riuscita ad arrivare oltre il nuovo secolo e nel corso degli anni, in seguito a varie joint-venture, è stato anche utilizzato in alcune versioni da altre Case automobilistiche.

Le varie versioni appartenenti alla famiglia dei motori Orion sono accomunate tra loro dal fatto di essere tutte a 4 cilindri in linea e di avere il monoblocco in ghisa e la testata in lega di alluminio. Comune è anche il fatto che l'albero a gomiti stia su 5 supporti di banco.

Di seguito vengono descritte più in dettaglio le varie motorizzazioni appartenenti alla famiglia Orion.

### 4G11

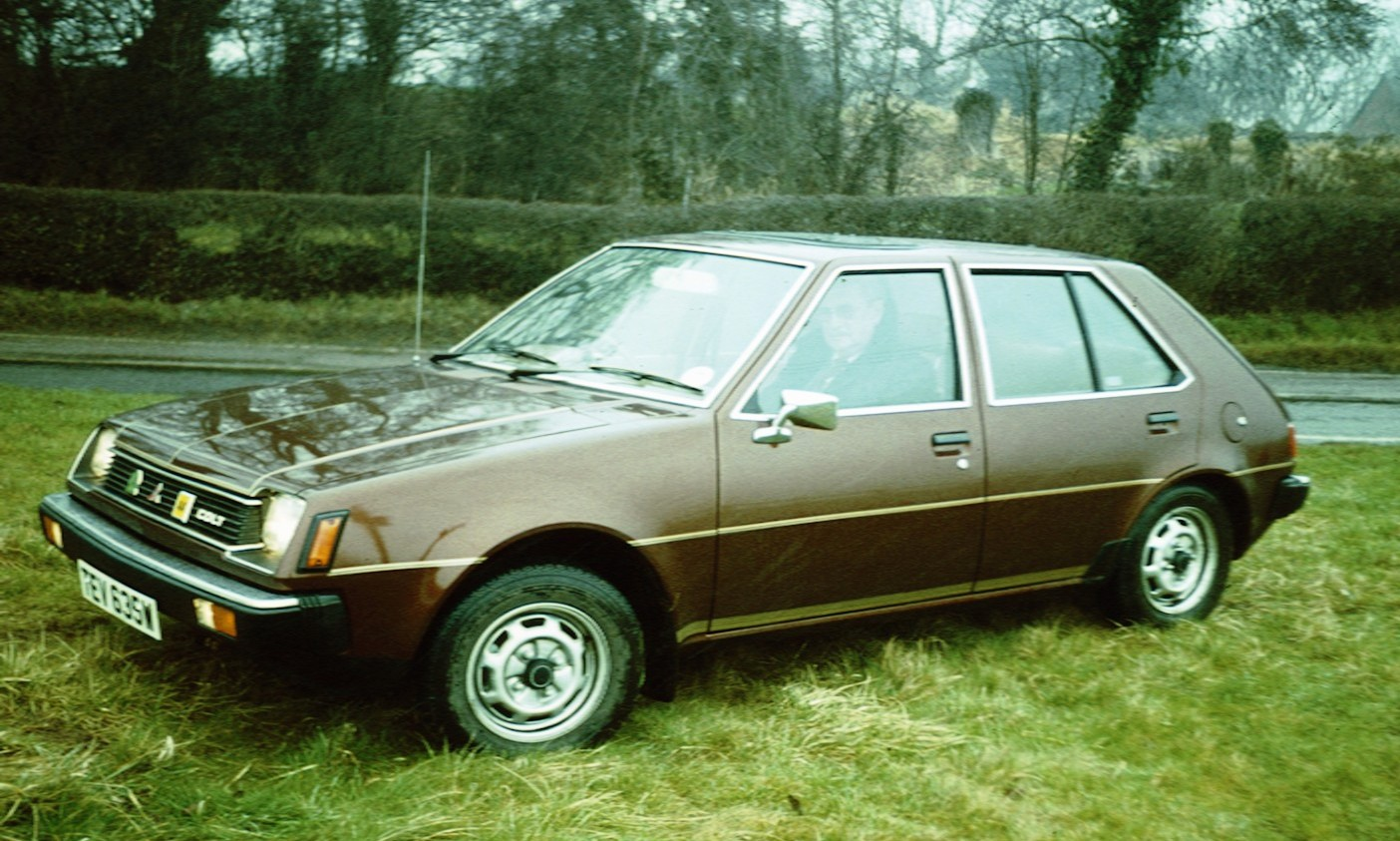
Una Mitsubishi Colt del 1980, esempio di applicazione del motore 4G11

La sigla 4G11 identifica la prima delle motorizzazioni realizzate dalla Mitsubishi: le prime unità motrici con questa sigla vennero ultimate già alla fine del 1978, ma le loro prime applicazioni su vetture pronte ad essere vendute si ebbero solo nel 1979.

Il motore 4G11 è caratterizzato da una cilindrata di 1244 cm³, data da misure di alesaggio e corsa pari a 69.5x82 mm.

La distribuzione era ad un asse a camme in testa con due valvole per cilindro, mentre l'alimentazione era affidata ad un carburatore doppio corpo.

Con un rapporto di compressione pari a 9:1, tale motore erogava una potenza massima di 55 CV a 5500 giri/min, con una coppia massima di 90 Nm a 3500 giri/min. 

Tale motore è stato montato su:
- Mitsubishi Colt A150 1.2 (1979-84);
- Mitsubishi Colt C10 1.2 (1984-86);
- Mitsubishi Lancer EX 1.2 (1980-83).

Negli ultimi anni di produzione, la potenza è salita a 60 CV ed in contemporanea con questa, sulla Lancer venne montata un'altra versione da 66 CV a 5500 giri/min.

### 4G12

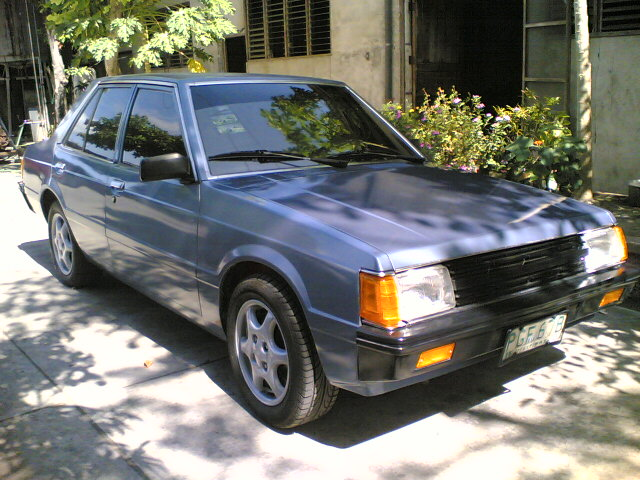
Il 1.4 Orion è stato montato anche sulle Lancer della seconda serie (serie EX)

La sigla 4G12 identifica un motore Orion da 1.4 litri e precisamente da 1410 cc (alesaggio e corsa: 74x82 mm). Si tratta di uno dei motori più particolari della famiglia Orion, poiché è stato la base per l'introduzione di alcune tecnologie volte alla drastica riduzione delle emissioni nocive e dei consumi di carburante. Al suo esordio, nel 1979, questo motore includeva un sistema di smagrimento automatico della miscela in funzione del carico del motore. Tale sistema, denominato MCA-JET, consisteva in una terza valvola aggiunta alle normali due valvole per cilindro (queste ultime mosse anch'esse da un solo asse a camme come nel caso del 1.2). Tale valvola aggiuntiva, però, introduceva una certa quantità di sola aria nella camera di scoppio, allo scopo di smagrire la miscela aria/benzina e limitare gli sprechi di carburante.

Questo motore erogava potenze massime comprese tra 70 CV a 5000 giri/min ed 80 CV a 5500 giri/min, a seconda dei modelli su cui era montato e dei mercati ai quali tali modelli erano destinati. La variante meno potente, importata in Europa, erogava anche una coppia massima di 106 N·m a 3500 giri/min. Una variante intermedia, da 75 CV a 5500 giri/min, erogava una coppia massima di 118 N·m a 3500 giri/min. Il rapporto di compressione era lo stesso del motore 4G11.

A partire dal 1982, lo stesso 1.4 Orion è stato utilizzato nuovamente come base per un'ulteriore nuova tecnologia, nota presso la Casa giapponese con la sigla MD (Modulated Displacement, in italiano: Cilindrata variabile). In pratica, a seconda del carico del motore, venivano disabilitati o abilitati due dei quattro cilindri del motore, evitando così inutili sprechi di carburante e limitando di conseguenza le emissioni inquinanti. 

Il motore 4G12 ha trovato applicazione nei seguenti modelli:
- Mitsubishi Colt A150 1.4 (1979-84);
- Mitsubishi Colt C10 1.4 (1984-86);
- Mitsubishi Lancer EX 1.4 (1979-87);
- Mitsubishi Celeste 1.4 (1979-80);
- Mitsubishi Tredia 1.4 (1982-87);
- Mitsubishi Cordia 1.4.

### 4G13

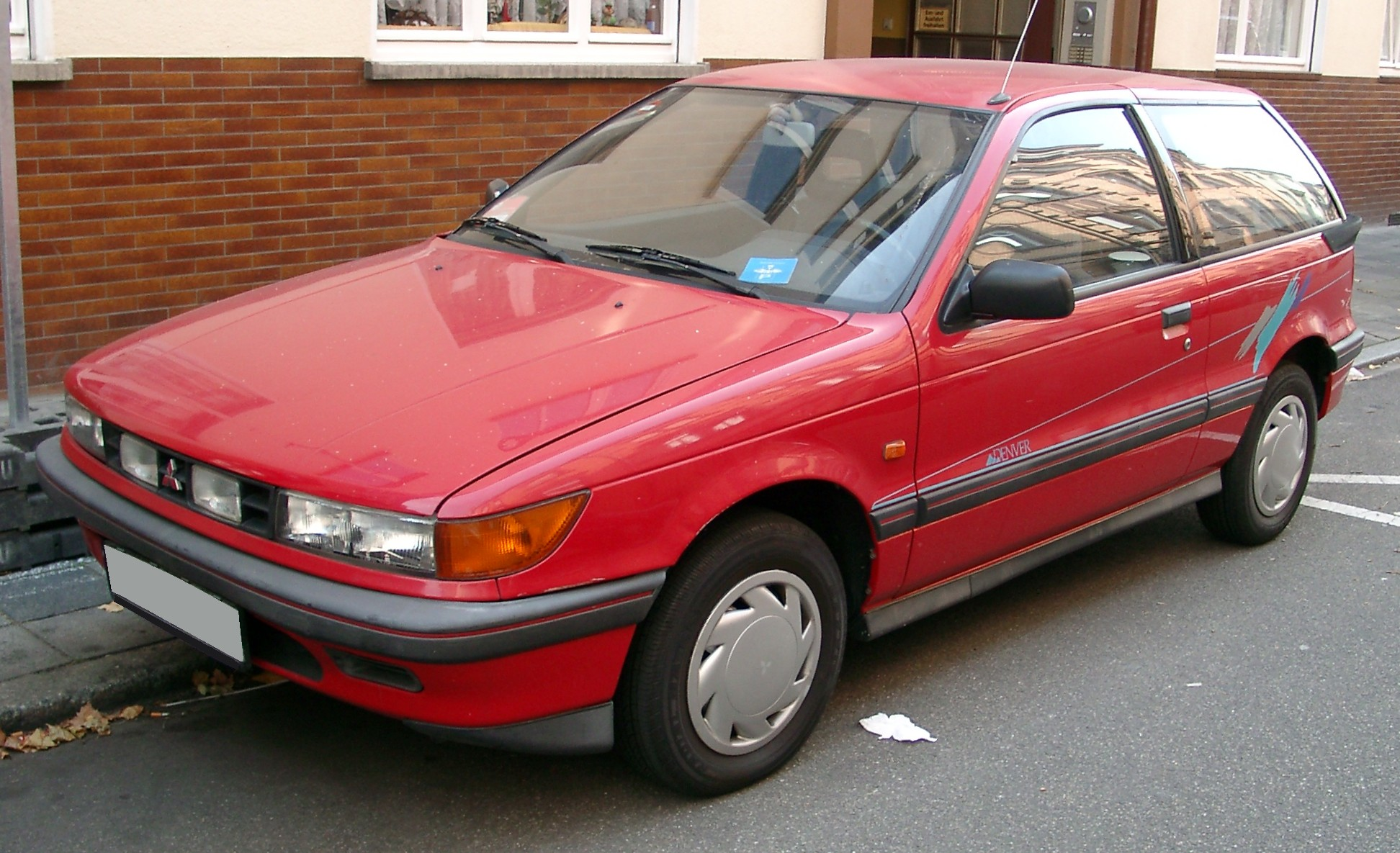
Il motore 4G13 ha esordito sotto il cofano della Colt C50 del 1988

Il motore 4G13 è stato introdotto nel 1988 e deriva dai precedenti due motori, dei quali conserva intatta la misura della corsa, pari ad 82 mm, mentre l'alesaggio è stato portato a 71 mm, per una cilindrata totale di 1298 cc. Pressoché invariato nella maggior parte delle varianti il rapporto di compressione, pari a 9.5. Questo motore ha la particolarità di aver proposto, tra i primi al mondo, la distribuzione monoalbero a tre valvole per cilindro, due di aspirazione ed una di scarico. Inizialmente disponibile con alimentazione a carburatore doppio corpo, ha dovuto in seguito sottostare alle normative del 1993 che obbligavano all'utilizzo dell'alimentazione ad iniezione elettronica e del catalizzatore.

Il motore 4G13 è stato proposto nel corso degli anni in svariate varianti, a carburatore e ad iniezione, con potenze comprese tra 60 ed 86 CV.

Il motore 4G13 è stato tra i più longevi della famiglia Orion, essendo stato prodotto per ben 20 anni, fino al 2008.

Di seguito vengono proposte le caratteristiche tecniche e le applicazioni delle diverse varianti del motore 4G13.
| Variante | Alimentazione | Potenza CV/rpm | Coppia Nm/rpm | Applicazioni                                                          | Anni di produzione |
| -------- | ------------- | -------------- | ------------- | --------------------------------------------------------------------- | ------------------ |
| 1.       | Carburatore   | 60/5000        | 96/3000       | Mitsubishi Colt 1.3 C50                                               | 1988-90            |
| 2.       | Carburatore   | 67/5500        | 106/3500      | Mitsubishi Lancer Mk4 1.3 (solo per il Giappone)                      | 1988-91            |
| 3.       | Carburatore   | 75/6000        | 102/4000      | Mitsubishi Colt 1.3 C50                                               | 1990-92            |
| 3.       | Carburatore   | 75/6000        | 102/4000      | Mitsubishi Lancer Mk4 1.3 (non per il Giappone)                       | 1988-91            |
| 4.       | Carburatore   | 80             | -             | Mitsubishi Lancer Mk5 1.3 (solo per Giappone, Filippine e Sudamerica) | 1993-96            |
| 5.       | Iniezione     | 75/6000        | 108/3000      | Mitsubishi Colt CAO 1.3 12v                                           | 1992-96            |
| 5.       | Iniezione     | 75/6000        | 108/3000      | Mitsubishi Colt CJO 1.3 12v                                           | 1996-2001          |
| 5.       | Iniezione     | 75/6000        | 108/3000      | Mitsubishi Lancer Mk5 1.3 (solo per l'Europa)                         | 1992-96            |
| 5.       | Iniezione     | 75/6000        | 108/3000      | Mitsubishi Lancer Mk6 1.3 (solo per l'Europa)                         | 1996-03            |
| 6.       | Iniezione     | 82/6000        | 120/4000      | Mitsubishi Colt CJO 1.3 12v (non per l'Italia)                        | 2000-03            |
| 6.       | Iniezione     | 82/6000        | 120/4000      | Mitsubishi Carisma 1.3 12v (non per l'Italia)                         | 1995-99            |
| 6.       | Iniezione     | 82/6000        | 120/4000      | Mitsubishi Lancer Mk7 1.3                                             | 2003-08            |
| 6.       | Iniezione     | 82/6000        | 120/4000      | Mitsubishi Space Star 1.3 12v                                         | 2001-05            |
| 7.       | Iniezione     | 86/6000        | 117/3000      | Mitsubishi Space Star 1.3 12v                                         | 1998-2000          |

Oltre alle applicazioni citate, il 1.3 12v Orion è stato montato anche sulla piccola monovolume Mitsubishi Dingo (2000-03) e su alcuni modelli della malese Proton derivati dalla produzione Mitsubishi, ossia la Saga, la Wira e la Satria. Un'altra applicazione è quella per la Zotye 2008, una replica cinese della prima serie della Daihatsu Terios.

### 4G15

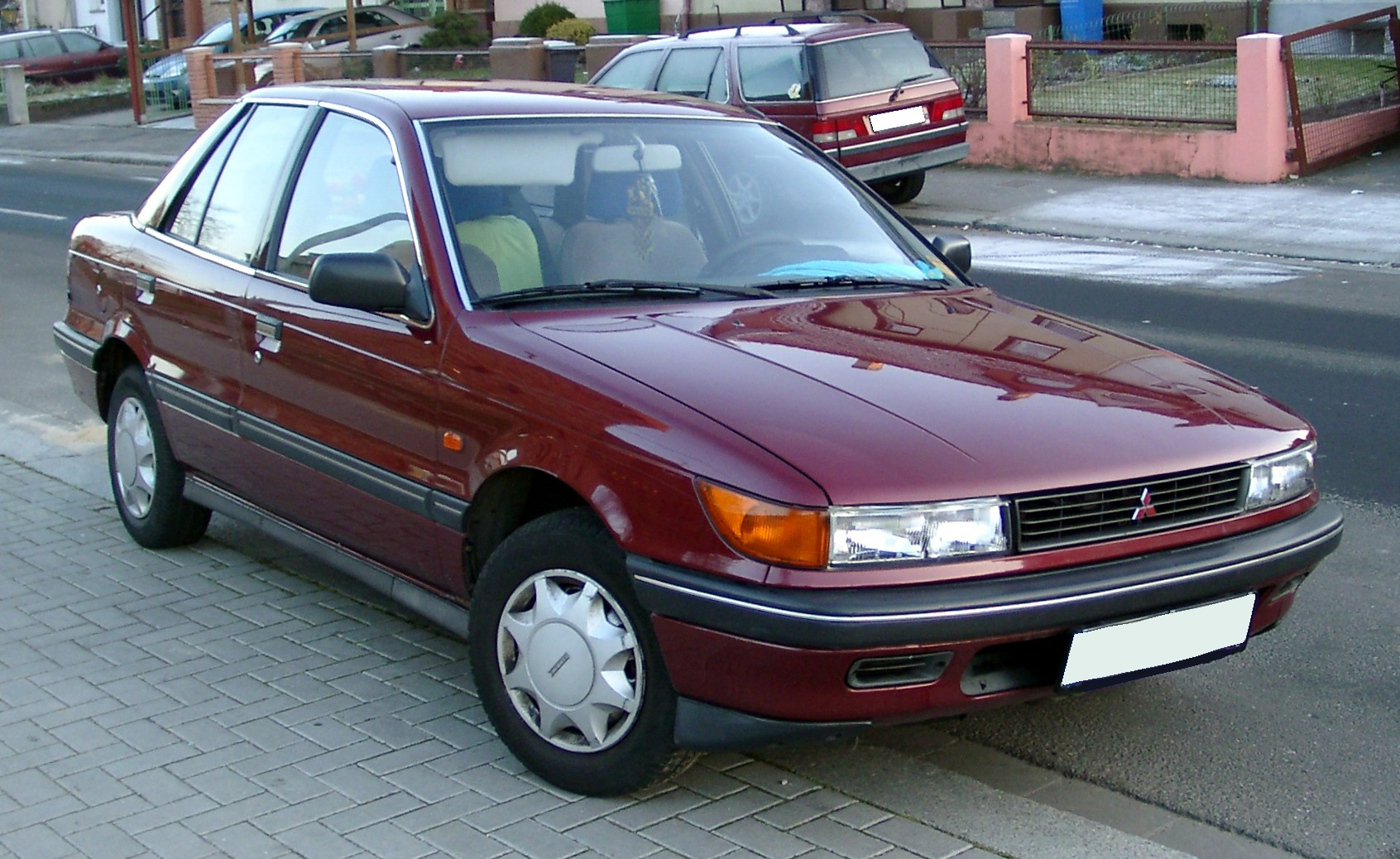
Il motore 4G15 ha trovato una delle sue prime applicazioni nella Lancer Mk4 1.5

La sigla 4G15 identifica il 1.5 Orion, il più longevo in assoluto tra i motori di questa famiglia, visto che è stato introdotto nel 1988 in contemporanea con il 1.3 12v ed è in produzione, sebbene in un'unica variante.
La cilindrata di 1468 cc è data dalle misure di alesaggio e corsa pari a 75.5x82 mm. Il motore 4G15 è l'unico della famiglia ad essere stato proposto non solo a carburatore e ad iniezione (tra l'altro ha debuttato in entrambe le configurazioni), ma anche aspirato o sovralimentato. Proprio quest'ultima variante è quella che è ancora in produzione, mentre gli aspirati non lo sono più. Per il resto, rimangono invariate praticamente tutte le caratteristiche ritrovate nel 1.3, compresa la distribuzione monoalbero a 3 valvole per cilindro, che però sparisce nella versione sovralimentata, sostituita da una più efficace soluzione a 4 valvole per cilindro.

#### Motore 4G15: varianti aspirate
Di seguito vengono mostrate le diverse varianti aspirate dei motori 4G15:
| Variante | Alimentazione | Potenza CV/rpm | Coppia /Nm/rpm | Applicazioni                                             | Anni di produzione |
| -------- | ------------- | -------------- | -------------- | -------------------------------------------------------- | ------------------ |
| 1.       | Carburatore   | 75/5500        | 118/3500       | Mitsubishi Colt 1.5 C50 (non per l'Europa)               | 1988-91            |
| 1.       | Carburatore   | 75/5500        | 118/3500       | Mitsubishi Lancer Mk4 1.5 12v (solo per il Giappone)     | 1988-91            |
| 2.       | Carburatore   | 90/6000        | 126/3000       | Mitsubishi Colt 1.5 GLX                                  | 1990-92            |
| 2.       | Carburatore   | 90/6000        | 126/3000       | Mitsubishi Lancer 1.5 12v Kombi Mk3                      | 1988-91            |
| 3.       | Carburatore   | 97/6000        | 126/3500       | Mitsubishi Lancer Mk5 1.5 12v (solo per il Giappone)     | 1991-96            |
| 3.       | Iniezione     | 84/5500        | 122/3000       | Mitsubishi Colt 1.5 GLXi C50                             | 1988-90            |
| 3.       | Iniezione     | 84/5500        | 122/3000       | Mitsubishi Lancer Mk4 1.5 12v (per il mercato europeo)   | 1988-91            |
| 4        | Iniezione     | 90/6000        | 126/3000       | Mitsubishi Colt CAO 1.5 12v ELi (per il mercato europeo) | 1992-93            |
| 4        | Iniezione     | 90/6000        | 126/3000       | Mitsubishi Lancer Mk5 1.5 12v                            | 1991-96            |
| 4        | Iniezione     | 90/6000        | 126/3000       | Mitsubishi Mirage 1.5 12v Mk5                            | 1997-02            |
| 5.       | Iniezione     | 107/6000       | 140/3500       | Mitsubishi Dingo 1.5 12v                                 | 1999-03            |

Oltre alle applicazioni elencate, va ricordato, come nel caso del 1.3 4G13, che questo motore è stato montato anche su alcuni modelli della produzione Proton e sulla Eagle Summit, modello di produzione statunitense il cui marchio è di proprietà della Chrysler. Anche la Zotye 2008 ha potuto contare su tale motore.

#### Motore 4G15: variante sovralimentata
Il motore 4G15 è stato anche proposto, come già detto, in versione sovralimentata. La sovralimentazione avviene tramite un turbocompressore che conferisce prestazioni decisamente superiori. Ma non è tutto: un'altra tra le più significative differenze tra questo motore e gli altri sta nella nuova testata a 4 valvole per cilindro con distribuzione bialbero, nonché nella presenza del sistema di fasatura variabile MIVEC.

Questo motore è stato prodotto in due varianti:
- la prima variante eroga una potenza massima di 150 CV a 6000 giri/min, con una coppia massima di 210 N·m a 3500 giri/min. Il rapporto di compressione è pari a 9:1. Tale motore è stato montato nei seguenti modelli:
  - Mitusbishi Colt CZC 1.5 Turbo (2005-10);
  - Mitsubishi Colt CZT 1.5 Turbo (2005-09);
  - Mitsubishi Colt 1.5 16v Ralliart (dal 2009).
- la seconda variante è stata rivista dalla Brabus, un preparatore tedesco specializzato in motori Mercedes-Benz, che ha voluto dare ancor più grinta a questo piccolo gioiello per poter essere installato sotto il cofano della Smart ForFour 1.5 Brabus (2005-06). Questo propulsore arriva ad erogare ben 177 CV a 6000 giri/min e 231 N·m a 3500 giri/min. Presso la Mercedes-Benz, questo motore è identificato con la sigla M122.

### 4G16
È il motore di cilindrata più contenuta dell'intera famiglia Orion. È un 1.2 come l'unità 4G11 che sostituisce, ma qui la cilindrata scende a 1198 cc. La potenza massima è compresa tra 55 e 60 CV. Le sue applicazioni comprendono:
- Mitsubishi Colt C10 (1984-88);
- Mitsubishi Lancer 1.2 Mk3 (1984-87).

Questo motore non è stato montato su vetture destinate al mercato europeo.

### 4G17
Il motore 4G17 è un altro motore con distribuzione a 3 valvole per cilindro, come il 4G13 ed il 4G15. Si tratta di un 1.3 con cilindrata pari a 1343 cc, risultante dalle misure di alesaggio e corsa pari a 72.2x82 mm. La potenza massima erogabile è di 78 CV a 6000 giri/min, con 107 N·m di coppia massima a 3500 giri/min. È stato montato come motorizzazione di base per le Mitsubishi Lancer Mk7 e le Proton Waja previste per alcuni mercati.

### 4G18

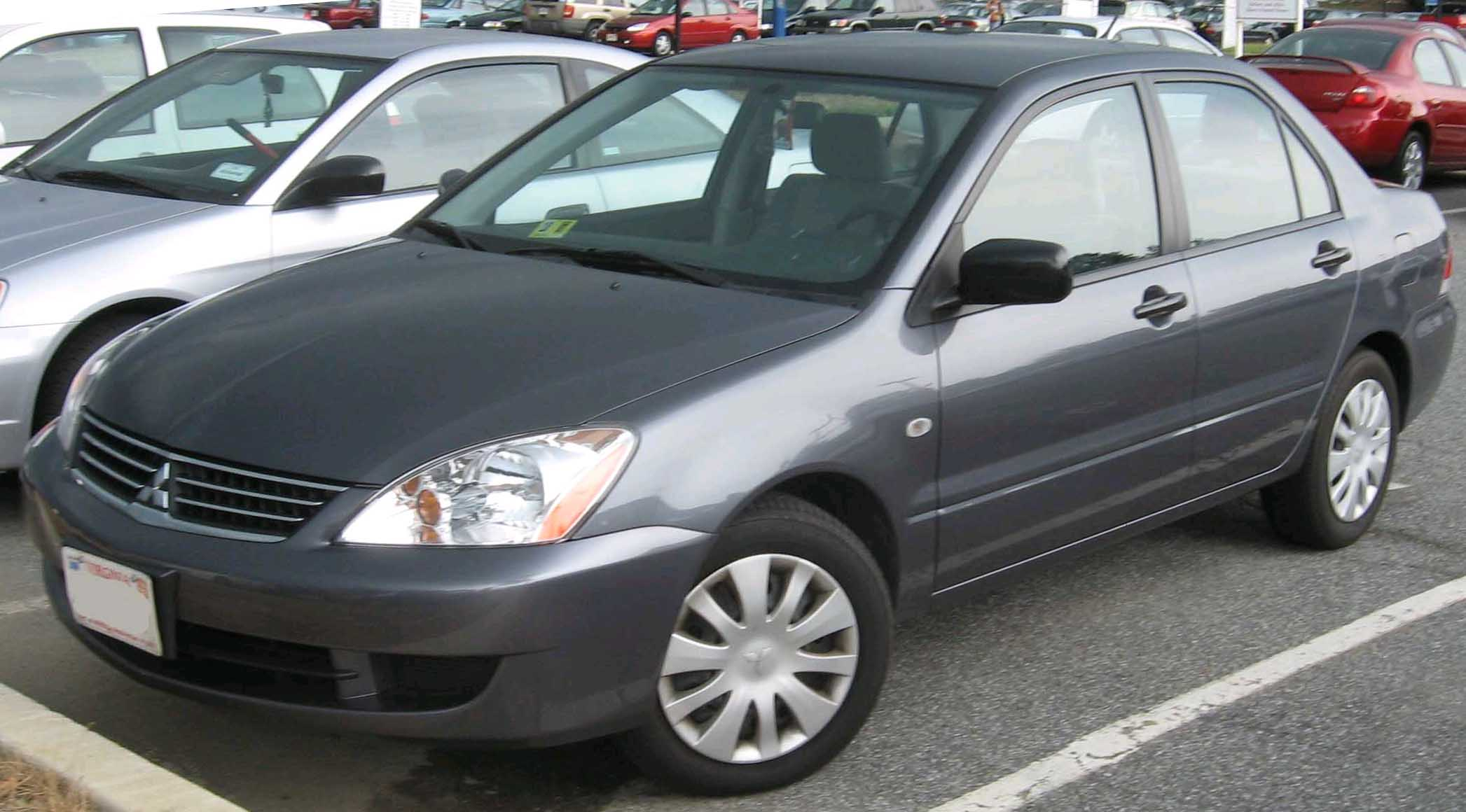
Le Lancer Mk7 montano anche il 1.6 4G18

Il motore 4G18 è il motore Orion di cilindrata più alta. Le misure di alesaggio e corsa pari a 76x87.3 mm, portano ad una cilindrata di 1584 cc. La distribuzione è di tipo monoalbero, ma con testata a 4 valvole per cilindro. È previsto sostanzialmente in tre varianti di potenza, a seconda delle zone in cui vengono commercializzati i modelli che lo montano.

In quasi tutta l'Asia, la potenza è di 105 CV a 6000 giri/min, con coppia massima di 145 N·m a 2750 giri/min. Fanno eccezione i Paesi della penisola arabica, dove si raggiungono 122 CV.

In Europa, questo motore si ferma a 98 CV a 5000 giri/min, con una coppia massima di 151 N·m a 4000 giri/min. In Europa, le applicazioni si limitano alla Mitsubishi Lancer Mk7 1.6i 16v (2003-06) ed alla Mitsubishi Space Star 1.6i 16v (1998-2005).

In Regno Unito ed in praticamente tutto il continente asiatico, un'altra applicazione degna di nota è la Proton Waja 1.6. Ed ancora, il 1.6 4G18 è uno dei motori che può equipaggiare la Zyote 2008.

### 4G19
Questa sigla indica un altro 1.3 Orion, questa volta con distribuzione bialbero. Da segnalare la presenza del dispositivo di fasatura variabile MIVEC. Nonostante la cilindrata sia di 1343 cc come nel motore 4G17, non si tratta dello stesso motore, poiché in questo caso le misure di alesaggio e corsa, completamente diverse, sono di 75.5x75 mm. La potenza massima di questo motore raggiunge 90 CV a 5600 giri/min, con un picco di coppia pari a 121 N·m a 4250 giri/min. È stato montato sulla Mitsubishi Colt Z30 1.3 nei mercati dove previsto (non quello italiano) ed a partire dal 2002, anno in cui, in tali mercati, di questo modello è stata avviata la commercializzazione (in Europa è stata avviata due anni dopo).